# Лоссаталь
Лоссаталь (нім. Lossatal) — громада в Німеччині, розташована в землі Саксонія. Входить до складу району Лейпциг.
Площа — 110,81 км2. Населення становить 6035 ос. (станом на 31 грудня 2020).